# ハインリヒ・ハウスラー
ハインリヒ・ハウスラー（Heinrich Haussler、1984年2月25日 - ）は、オーストラリア、ニューサウスウェールズ州・インヴェレル出身の自転車競技（ロードレース）選手。

## 経歴
父親はオーストラリアに移住したドイツ人、母親はオーストラリア人でドイツとオーストラリアの二重国籍を持つ。
1999年、15歳のときに父の故郷であるドイツへ、プロ自転車選手を志すべく渡航。
2000年
- ドイツ国内選手権・ジュニア部門個人ロードレースで優勝。

2002年には、国内選手権の個人タイムトライアルで優勝した。
2005年、ゲロルシュタイナーと契約を結んで待望のプロ選手となった。
- ブエルタ・ア・エスパーニャでは第19ステージ優勝を果たす（総合53位）

2009年、同年シーズンに新たに結成されたばかりの、サーヴェロ・テストチームに移籍。
- ツアー・オブ・カタールで総合2位となり、同レースのポイント賞、新人賞も獲得。
- ミラノ〜サンレモでは、マーク・カヴェンディッシュに惜敗の2位
- ロンド・ファン・フラーンデレンでは、ステイン・デヴォルデルに次いで2位に入った。
- ツール・ド・フランス第13ステージでは大逃げを決めて、グランツール通算2勝目を飾った。

なお、2010年に生誕地、オーストラリアで開催されるロードレース世界選手権までに、オーストラリア国籍を取得したい意向を持っていると伝えられていたが、同年7月、オーストラリアを国籍としてレース活動することが、サーヴェロ・テストチームから発表された。しかし、膝の故障が癒えず、自国開催の世界選手権に出場することができなかった。
2011年、ガーミン・サーヴェロ（後の ガーミン・シャープ）に移籍。
- パリ〜ニース ポイント賞
- ツアー・オブ・北京 区間1勝(第2)

2012年
- ヴァッテンフォール・サイクラシックス 7位
- GP西フランス・プルエー 3位

2013年
- IAMサイクリングに移籍。
- ヘント〜ウェヴェルヘム 4位
- ロンド・ファン・フラーンデレン 6位

2017年
- バーレーン・メリダに移籍。

## 特徴
スプリンターとして活躍する機会が多いが、ジュニア時代に国内選手権の個人TTで優勝したり、ステージレースの個人TTでも比較的上位に食い込むことがあるなど、ある程度の独走力（いわゆるルーラー的な脚質）も併せ持ち、山岳もそれなりこなせる登坂力も持っている万能型のスプリンターである。これらの能力を生かして、ステージレースでは積極的に逃げ集団に加わって勝利を目指したり、ワンデーレースでも安定した成績を収めている。